# Cotoneaster racemiflorus
Cotoneaster racemiflorus là loài thực vật có hoa trong họ Hoa hồng. Loài này được (Desf.) K. Koch mô tả khoa học đầu tiên năm 1869.

## Hình ảnh

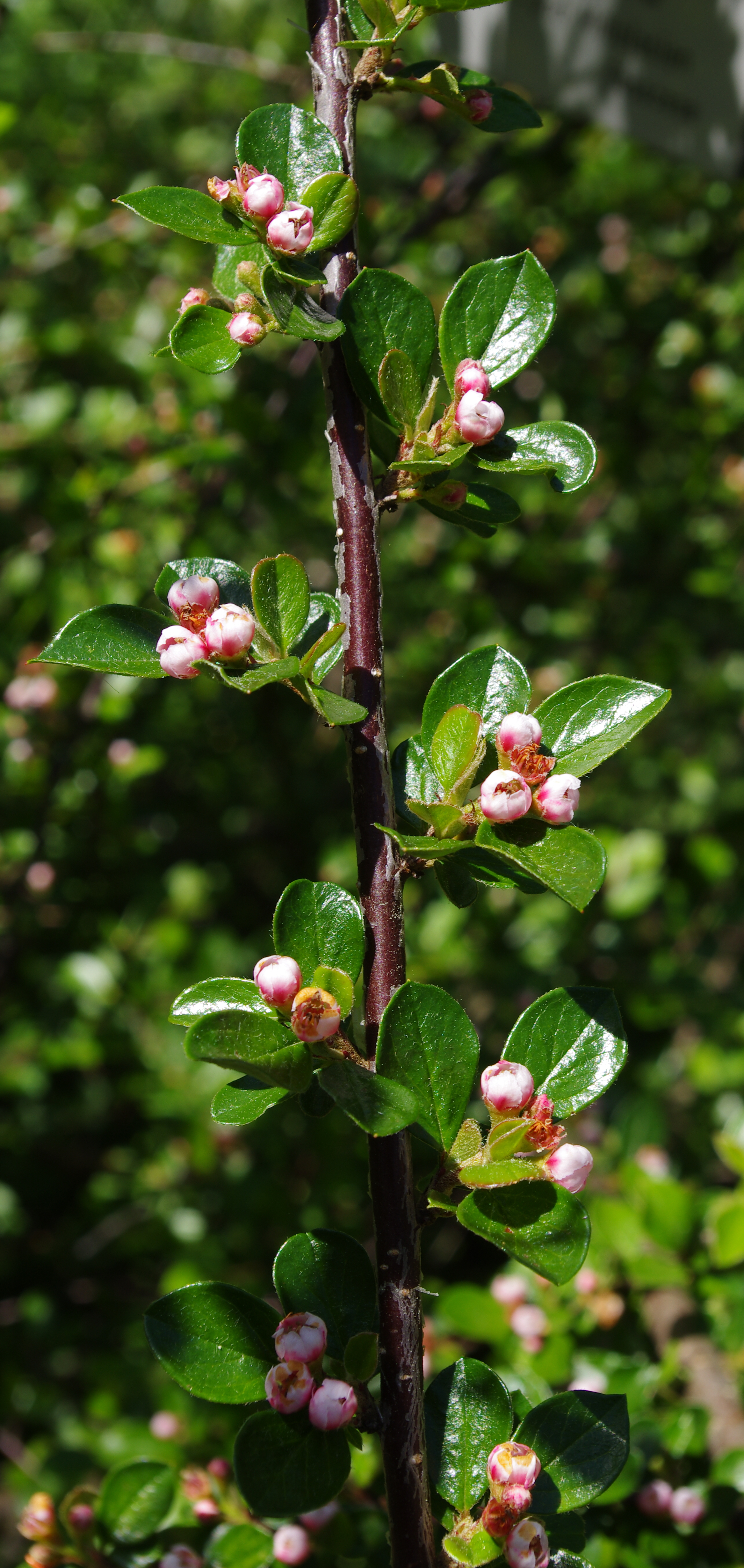
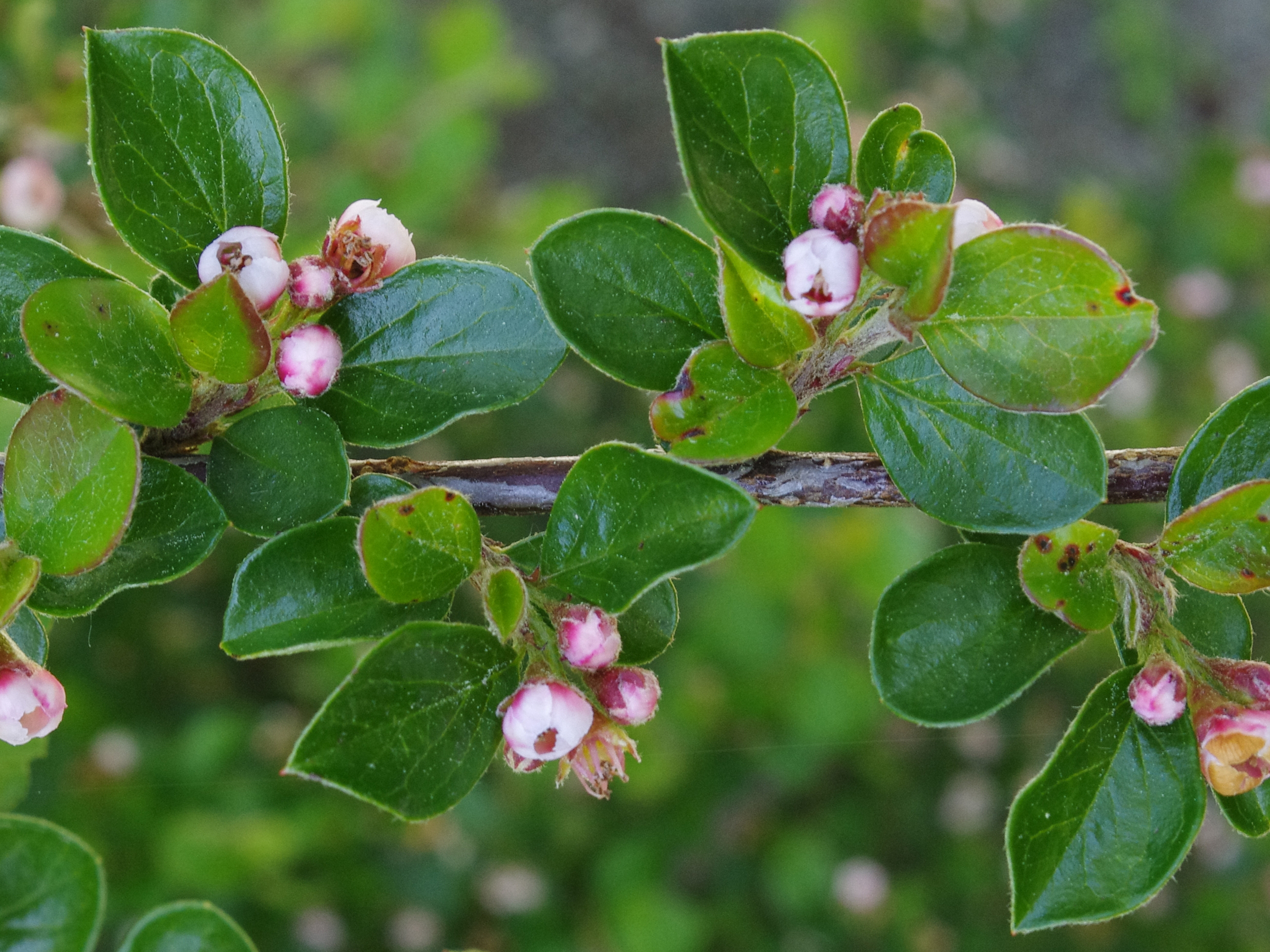
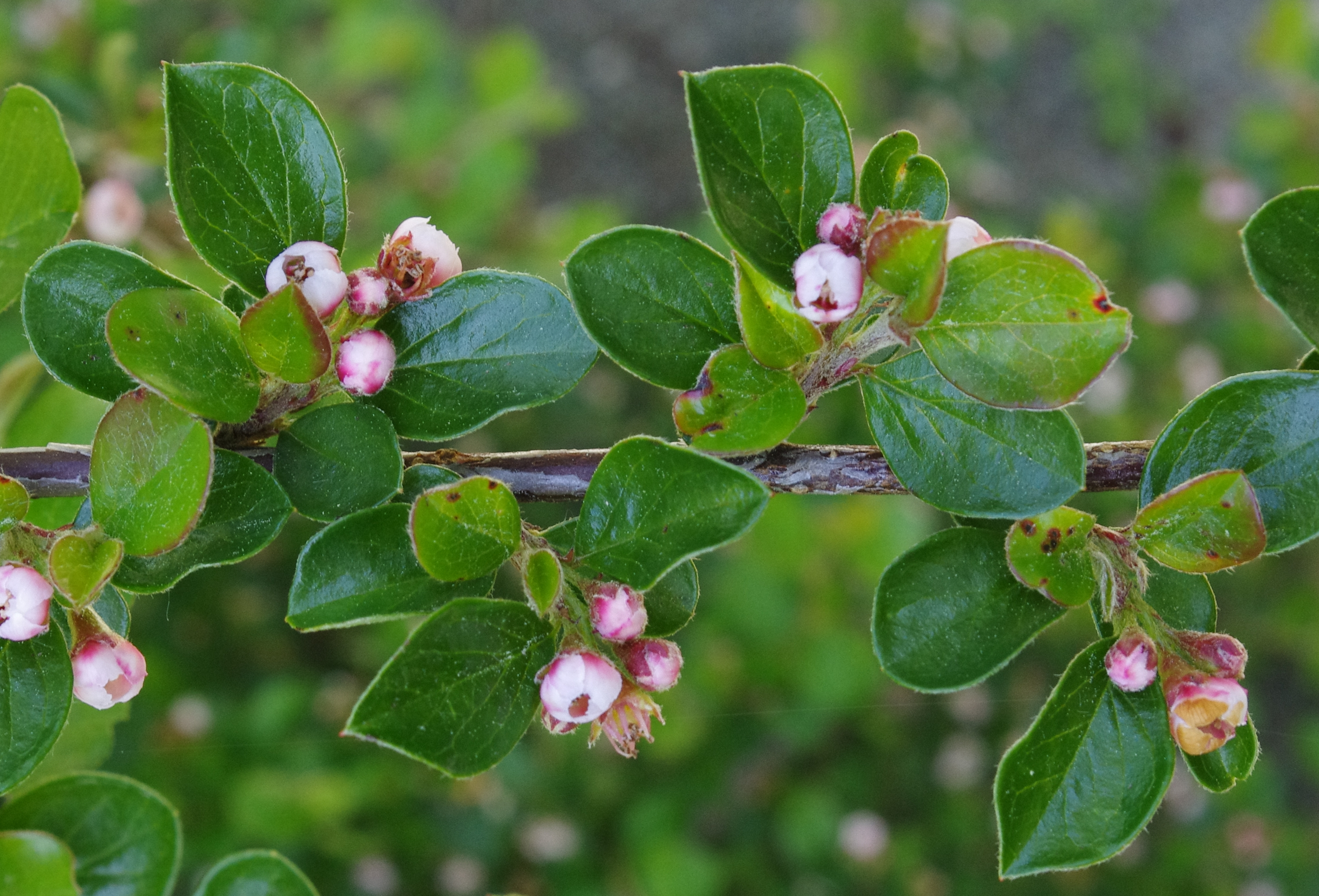